# Oxford Softworks
Oxford Softworks est un studio de développement de jeux vidéo britannique fondé en 1989 et disparu en 2000. Il était spécialisé dans l'intelligence artificielle et a développé de nombreuses adaptations de jeux de plateau notamment le jeu d'échecs et le jeu de go.

## Ludographie

### Jeux d'échecs
- 1989 : Chess Player 2150
- 1990 : Checkmate
- 1990 : Chess Simulator
- 1993 : Complete Chess System
- 1997 : Chess System Tal
- 1998 : Lego Chess (moteur)
- 1999 : Chess System Tal
- 1999 : FX Chess

### Jeu de cartes
- 1990 : Backgammon Royale
- 1992 : Omar Sharif on Bridge
- 1993 : Bridge Champion with Omar Sharif
- 1996 : Bridge Deluxe 2 With Omar Sharif

### Jeu de go
- 1990 : Go Player
- 1999 : Go Professional II
PC Team : 85 %[1]

### Compilations
- 1991 : 5 Intelligent Strategy Games
- 1993 : Intelligent Strategy Games 10
- 1995 : Mind Games Entertainment Pack for Windows
- 2000 : Microsoft Classic Board Games